# دانشگاه فنی کایزرسلاوترن
دانشگاه فنی کایزرسلاوترن (آلمانی: Technische Universität Kaiserslautern) که گاه بدان دانشگاه کایزرسلاوترن یا به سادگی TUK می‌گویند، یک دانشگاه پژوهشی در کایزرسلاوترن آلمان است.
موسسه‌های بسیاری پیرامون این دانشگاه وجود دارد؛ از جمله جامعه فراونهوفر (IESE و ITWM)، مؤسسه سامانه‌های نرم‌افزاری ماکس پلانک (MPI SWS)، مرکز تحقیقات هوش مصنونی آلمان (DFKI)، مؤسسه مواد کامپوزیت (IVW) و مؤسسه تجزیه فیلم سطحی و نازک (IFOS) که همگی با دانشگاه همکاری بسیاری می‌کنند.

## تاریخچه
دانشگاه کایزرسلاترن در 13 جولای 1970 توسط ایالت راینلند فالتس به عنوان جز اصلی دانشگاه دوقولی ترییر_کایزرسلاترن تاسیس شد.